# Friedrich Wilhelm Fischer-Derenburg
Friedrich Wilhelm Fischer-Derenburg (* 21. August 1882 in Derenburg; † 26. Oktober 1973 in Krugersdorp, Südafrika) war ein deutscher Maler.

## Leben
Friedrich Wilhelm Fischer-Derenburg studierte 1902/1903 an den Kunstakademien in Dresden und Berlin. Er unternahm Studienreisen in mehrere Länder Westeuropas und wurde Schüler der Kunstschule Gent. Von 1912 bis 1914 nahm er an einer Forschungsreise des Ethnologen Leo Frobenius teil, die ihn nach Nordafrika, in das Atlasgebirge und in die Sahara führte. Bis 1943 war er freiberuflich als Kunstmaler in Berlin-Schmargendorf tätig, später war er in Roßwein ansässig. Von 1927 bis 1939 war er Mitglied im Verein Berliner Künstler und in der Zeit des Nationalsozialismus obligatorisch in der Reichskammer der bildenden Künste. Es ist jedoch lediglich seine Teilnahme an der Frühjahrsausstellung 1938 des Vereins Berliner Künstler belegt.
1963 übersiedelte er im hohen Alter zu Verwandten nach Krugersdorp in Südafrika. Sein künstlerisches Schaffen galt der Landschafts-, Stillleben- und Blumenmalerei sowie Bildnissen.

## Werke (Auswahl)
- Flußregulierung im Striegistal (1952, Öl)[4][5]
- Aktiv in der Reichsschmiede Rosswein (1952, Öl)[6][5]